# Robin Norwood
Robin Norwood (27 luglio 1945) è una scrittrice e terapeuta statunitense.
È l'autrice del best-seller internazionale Donne che amano troppo, così come di Lettere di donne che amano troppo, Un pensiero al giorno per donne che amano troppo (illustrato da Richard Torregrossa) e Guarire coi perché. Robin Norwood è una terapeuta matrimoniale e familiare che ha lavorato nel campo delle dipendenze per quindici anni. Si è specializzata nel trattamento della codipendenza. Vive in una tenuta nella zona costiera centrale della California.

## Libri
I libri di Robin Norwood sono stati tradotti in oltre trenta lingue e continuano a essere venduti in tutto il mondo. Donne che amano troppo è stato il libro più venduto nel New York Times Best Seller list con oltre tre milioni di copie stampate in tutto il mondo.